# Stéphane Collaro
Pour les articles homonymes, voir Collaro.
Stéphane Collaro, né le 20 mai 1943 à Neuilly-sur-Seine, est un journaliste, humoriste, acteur, réalisateur, scénariste et animateur de télévision. Après avoir quitté le monde de la télévision en 1996, il se reconvertit en tant qu'exploitant hôtelier et promoteur immobilier, en outre-mer.

## Biographie

### Jeunesse et formation
Stéphane Collaro naît dans une famille bourgeoise de Neuilly-sur-Seine le 20 mai 1943. Il est le fils d'Étienne Collaro, un industriel, et de Maud Marquès. Sa famille est originaire de Nice et d'Italie.
Après être passé par le collège Stanislas, l'école Saint-François-Xavier, les lycées Carnot, Condorcet de Paris et le lycée Marceau de Chartres où il obtient un bac littéraire (série de l'époque : A), Stéphane Collaro entre à la faculté de droit de Paris mais n'obtient aucun  diplôme juridique.

### Première carrière: journaliste sportif (1960-1974)
Il commence sa carrière dans les années 1960 comme journaliste d'actualités, puis comme journaliste sportif à la télévision française, qui est alors une des composantes de l'ORTF. Il y effectue principalement la couverture et les commentaires en direct des compétitions automobiles, mais aussi de natation.  
Pendant cette période, il est assez proche du pilote Jean-Pierre Beltoise (il devait notamment être son copilote lors du Rallye Méditerranée en 1969, mais fut remplacé avant le départ de l'épreuve).

### Humoriste, animateur et producteur (1974-1996)

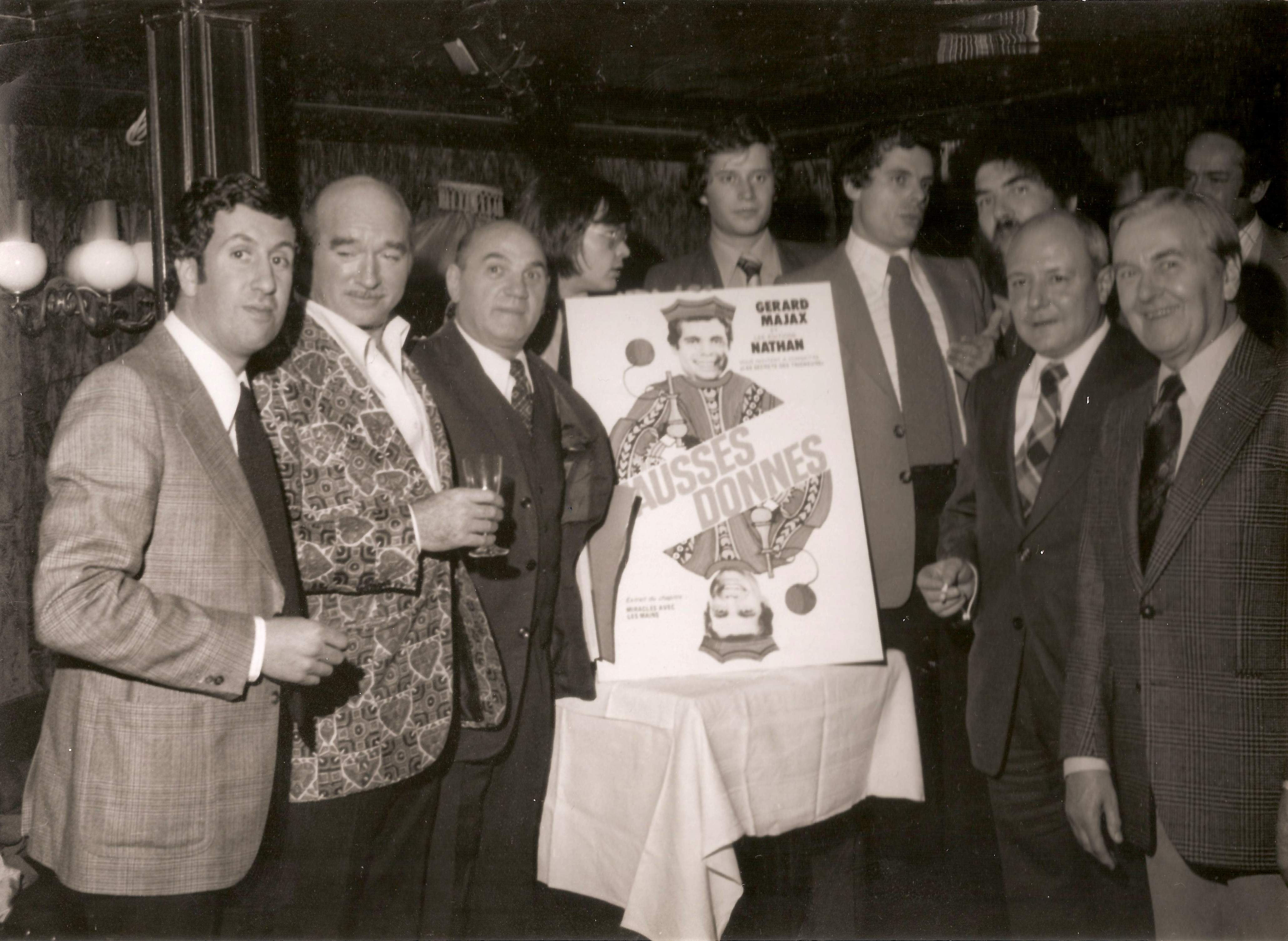
Stéphane Collaro, Eddie Barclay, Michel Hatte, Gaëtan Bloom et Gérard Majax, le 17 décembre 1975.

En 1974, il quitte le journalisme afin de participer, à partir de 1975, à des émissions humoristiques comme Le Petit Rapporteur de Jacques Martin sur TF1,,. Puis, à partir de janvier 1977, sur Antenne 2, toujours avec Jacques Martin, il présente l'émission Bon Dimanche dont fait partie notamment La Lorgnette, Ces messieurs vous disent, L'École des fans et Musique and Music, et ce jusqu'à l'été 1978. En 1976, il représente la France au jeu international des télévisions francophones intitulé Le Francophonissime, animé à l'époque par Georges de Caunes et arbitré par Maître Capello.
En 1978, il anime sur Europe 1 une émission en matinée à partir de 8h45 avec Guy Montagné et Brigitte; il y restera 6 ans. En parallèle, il crée ses propres émissions de divertissement, dont certaines réalisées par Gérard Espinasse : à la rentrée 1979, Stéphane Collaro lance sa première émission, intitulée Le Collaro show, émission d'humour diffusée hebdomadairement en seconde partie de soirée le samedi, puis diffusée en 1980 mensuellement le mercredi en première partie de soirée, jusqu'en 1981, année où il rejoint TF1 pour y animer, à partir de 1982, Coco-Boy, Cocoricocoboy, le Grand Ring Dingue, etc.
En 1984, il connaît des ennuis avec l'autorité de tutelle de la télévision française lorsque, dans son émission, une jolie femme (la playmate) fait un numéro de striptease, son commanditaire apparaissant de manière un peu trop ostensible, alors que selon les accords entre TF1 et la Haute Autorité, son nom ne devait apparaître que dans les génériques de début et de fin d'émission.  
Pour ses émissions, il crée une troupe de danseuses baptisées les coco-girls. Parmi les coco-girls, on retrouvera notamment Natty Tardivel, Sophie Favier et Fenella Masse Mathews.
En 1987, Il quitte TF1 pour La 5, mais l'échec de ses nouvelles émissions le conduit à revenir dès la saison suivante sur la première chaîne, pour laquelle il produit Le Bébête show, diffusé en début de soirée avant le journal de 20 heures jusqu'en 1995.
Il réduit ensuite sa présence à l'antenne et, lassé par le métier d'animateur-vedette, il cherche à changer d'univers à partir du milieu des années 1990, rêvant de devenir promoteur immobilier et aussi de voyages lointains.
Stéphane Collaro annonce son retrait, puis son départ, de la télévision en 1996.

### Promoteur immobilier (1996-)
Devenu promoteur immobilier, il réalise plusieurs investissements en défiscalisation aux Antilles, sur l'île de Saint-Martin. Il y possède l'hôtel Villa Caye-Blanche, qu'il dirige et où il a résidé. Il investit également dans l'hôtel Nettlé Bay Beach Club, ainsi que dans une résidence hôtelière sur la plage de la baie orientale de Saint-Martin.
Il fonde aussi plusieurs sociétés : la société Patou Caraïbes, dont il est le gérant et l'associé ; la société Julia Productions (production audiovisuelle), et la société Pastej (marketing) dont il est le liquidateur.
Il présente à la presse deux projets de promotion immobilière qu'il souhaite lancer : au Touquet, le projet « Les Lisières », programme de maisons individuelles pour personnes âgées ; et à Marrakech, le projet « Oumnesia », programme de trois cents maisons berbères également pour personnes âgées. Il cherche aussi à créer et lancer des projets immobiliers au Vietnam, au Laos ou aux Philippines.

## Prises de position
En 2007 et en 2012, il soutient Nicolas Sarkozy à l'élection présidentielle, sans être présent à ses meetings en 2012.

## Vie privée
Stéphane Collaro se marie le 25 juin 1976 avec Patricia Lefebvre et est le père d'une fille, Julia, qui a donné son nom à sa société Julia Productions.
Le 22 décembre 2012, Stéphane Collaro se remarie avec Stéphanie, une hôtesse de l'air de vingt-neuf ans sa cadette.

## Œuvres

### Filmographie
- 1976 : Attention les yeux !
- 1985 : Le Gaffeur

### Émissions de télévision

#### Comme journaliste ou commentateur
- Commentaires du Grand Prix automobile d'Italie 1969 sur la 1re chaîne de l'ORTF (1969)[12]
- Reportage dans Les coulisses de l'exploit sur la 1re chaîne de l'ORTF (1970)[13]
- Commentaires du Grand Prix automobile de France 1971 sur la 1re chaîne de l'ORTF[14]
- Reportage dans Les coulisses de l'exploit sur la 1re chaîne de l'ORTF (1971)[15]
- Reportage dans Pourquoi pas l'exploit sur la 1re chaîne de l'ORTF (1975)[16]

#### Comme chroniqueur
- Le Petit Rapporteur (1975-1976)

#### Comme animateur et producteur
- Le Collaro show (1979-1981)
- Co-Co Boy qui présente pour la première fois la rubrique Le Bébête show (1982-1984)
- Jack-Spot sur TF1 (1983)
- Cocoricocoboy (1984-1987)
- Cocomicocinécomico sur TF1 (Hiver 1985)
- Collaricocoshow sur la Cinq (1987-1988)
- Pas folles les bêtes (1987-1988)
- Coco Paradise sur TF1 (émission en prime time, 1988-1989[11])
- Oh coco l'été chaud sur TF1 (été 1988)
- Y a-t-il encore un coco dans le show ? sur TF1 (1989-1990)
- Le Grand Cocotier sur TF1 (été 1990)
- Stars en folie sur TF1 (été 1996).

#### Comme producteur
- Mondo Dingo sur la Cinq (1987), et ensuite TF1 (1988)
- Le Bébête show sur TF1 (émission indépendante après avoir été une simple rubrique d'autres émissions, 1988-1995)
- En avant tôôt sur France 2 (1998).

### Discographie
- O! yé bananiers
- Tonton Mayonnaise

### Publication
- Ma vie en sketch, Paris, Éditions Calmann-Lévy, 2009 (ISBN 978-2-84612-256-6)